# 1190년

## 연호
- 남송(南宋) 소희(紹熙) 원년
- 금(金) 명창(明昌) 원년
- 일본(日本) 분지(文治) 6년 / 겐큐(建久) 원년
- 서하(西夏) 건우(乾祐) 21년
- 리 왕조(李朝) 티엔뜨자투이(天資嘉瑞) 5년

## 기년
- 남송(南宋) 광종(光宗) 원년
- 금(金) 장종(章宗) 원년
- 고려(高麗) 명종(明宗) 20년
- 서하(西夏) 인종(仁宗) 51년
- 리 왕조(李朝) 고종(高宗) 15년

## 사건
- 이의민, 후신라를 건국함.

## 사망
- 6월 10일 - 제3차 십자군 지도자 신성 로마 제국의 프리드리히 1세